# Liste der Wissenschaftlichen Mitglieder der Kaiser-Wilhelm-Gesellschaft
Die Liste der Wissenschaftlichen Mitglieder der Kaiser-Wilhelm-Gesellschaft (KWG) führt alle Wissenschaftlichen Mitglieder der KWG auf.
Die Auswärtigen Wissenschaftlichen Mitglieder sind in der Liste mit der Suche nach Auswärtig zu finden. Einen Überblick bietet die entsprechende Kategorie.
- Ludwig Armbruster (1886–1973), Wissenschaftliches Mitglied des KWI für Biologie, Leiter der Forschungsstelle für Bienenbiologie und Bienenzüchtung 1918–1923
- Edgar Atzler (1887–1938), Wissenschaftliches Mitglied des KWI für Arbeitsphysiologie seit 1921, Direktor 1926–1938
- Peter Bardenheuer (1888–1979), Wissenschaftliches Mitglied des KWI für Eisenforschung 1929–1945
- Hans Bauer (1904–1988), Wissenschaftliches Mitglied des KWI für Biologie 1942–1948, später in der MPG
- Oswald Bauer (1876–1936), Wissenschaftliches Mitglied des KWI für Metallforschung 1923–1933, Auswärtiges Wissenschaftliche Mitglied 1934–1936
- Erwin Baur (1875–1933), Wissenschaftliches Mitglied des KWI für Züchtungsforschung 1928–1933
- Ernst Otto Beckmann (1853–1923), Wissenschaftliches Mitglied des KWI für Chemie von 1912–1921
- Max Bergmann (1886–1944), Wissenschaftliches Mitglied des KWI für Faserstoffchemie 1920–1921, Auswärtiges Wissenschaftliches Mitglied 1922–1934; Wissenschaftliche Mitglied und Direktor des KWI für Lederforschung 1921–1934
- Albert Betz (1885–1968), Wissenschaftliches Mitglied des KWI für Strömungsforschung, verbunden mit der Aerodynamischen Versuchsanstalt (AVA) 1924–1937, Direktor der AVA von 1937–1945 und 1953–1956, Direktor des MPI für Strömungsforschung 1947–1956
- Max Bielschowsky (1869–1940), Wissenschaftliches Mitglied des KWI für Hirnforschung 1925–1934
- Carl Bilfinger (1879–1958), Wissenschaftliches Mitglied und Direktor des KWI für ausländisches öffentliches Recht und Völkerrecht 1943–1946, später in der Max-Planck-Gesellschaft
- Karl Friedrich Bonhoeffer (1899–1957), Auswärtiges Wissenschaftliche Mitglied des KWI für physikalische Chemie und Elektrochemie 1930–1948, Direktor 1948–1951, später in der MPG
- Walther Bothe (1891–1957), Wissenschaftliches Mitglied des KWI/MPI für medizinische Forschung und Direktor seines (Teil)-Instituts für Physik 1934–1957, Nobelpreis für Physik
- Erich Brauer (Lebensdaten unbekannt), Auswärtiges Wiss. Mitglied des KWI für Faserstoffchemie 1932–1934
- Leo Bruhns (1884–1957), Wissenschaftliches Mitglied und Direktor des KWI für Kunst- und Kulturwissenschaft – Bibliotheca Hertziana 1934–1938, Direktor des kunstwissenschaftlichen Teil-Instituts 1938–1945, später in der MPG
- Viktor Bruns (1884–1943), Wissenschaftliches Mitglied und Direktor des KWI für ausländisches und öffentliches Recht und Völkerrecht
- Adolf Butenandt (1903–1995), Wissenschaftliches Mitglied und Direktor des KWI/MPI für Biochemie 1936–1972, Nobelpreis für Chemie 1939
- Carl Erich Correns (1864–1933), Wissenschaftliches Mitglied und Direktor des KWI für Biologie 1914–1932/33
- Peter Debye (1884–1966), Wissenschaftliches Mitglied und Direktor des KWI für Physik 1935–1946, Nobelpreis für Chemie 1936
- Ulrich Dehlinger (1901–1981), Wissenschaftliches Mitglied des KWI/MPI für Metallforschung 1937–1970
- Hans Dölle (1893–1980), Wissenschaftliches Mitglied des KWI/MPI für ausländisches und internationales Privatrecht 1946–1970, Direktor 1946/1949–1963
- Albert Einstein (1879–1955), Wissenschaftliche Mitglied und Direktor des KWI für Physik 1917 bis 1933, Nobelpreis für Physik 1921.
- Wilhelm Eitel (1891–1979), Wissenschaftliches Mitglied und Direktor des KWI für Silikatforschung 1916–1945
- Friedrich Epstein (1882–1943, ermordet in Auschwitz), Mitglied ehrenhalber für Verdienste im Kriege und im Frieden des KWI für physikalische Chemie und Elektrochemie, danach umgewandelt in Auswärtige Wissenschaftliche Mitgliedschaft 1918–1933
- Hans von Euler-Chelpin (1873–1964), Auswärtiges Wissenschaftliches Mitglied des KWI für Biochemie 1925–1948, später in der MPG.
- Felix Maria von Exner-Ewarten (1876–1930), Wissenschaftliches Mitglied der Kaiser-Wilhelm-Gesellschaft, Leiter der „Meteorologischen Observatorien des Sonnblick-Vereins“ (unter Beteiligung der KWG) 1928–1930
- Heinrich von Ficker (1881–1957), Wissenschaftliches Mitglied und Leiter der Meteorologischen Observatorien des Sonnblick-Vereins (unter Beteiligung der KWG) 1937/39–1945
- Martin Ficker (1868–1950), Wissenschaftliches Mitglied des KWI für experimentelle Therapie 1917–1934, Leiter von dessen Forschungsstelle für Mikrobiologie in Sao Paulo 1926–1934
- Eugen Fischer (1874–1967), Wissenschaftliches Mitglied des KWI für Anthropologie, menschliche Erblehre und Eugenik 1927–1942, Auswärtiges Wissenschaftliches Mitglied 1943–1945
- Franz Fischer (1877–1947), Wissenschaftliches Mitglied des KWI für Kohlenforschung 1913–1943, Auswärtiges Wissenschaftliches Mitglied 1943–1947
- Ferdinand Flury (1877–1947), Auswärtiges Wissenschaftliches Mitglied des KWI für physikalische Chemie und Elektrochemie 1926–1947
- James Franck (1882–1964), Wissenschaftliches Mitglied des KWI für physikalische Chemie und Elektrochemie 1919–1921, Auswärtiges Wissenschaftliches Mitglied 1926–1938, Nobelpreis für Physik 1925
- Herbert Freundlich (1880–1941), Wissenschaftliches Mitglied des KWI für physikalische Chemie und Elektrochemie 1919–1933
- Paul Friedländer (1857–1923), Wissenschaftliches Mitglied des KWI für physikalische Chemie und Elektrochemie 1916–1923
- Gustav Frölich (1879–1940), Wissenschaftliches Mitglied des KWI für Tierzuchtforschung 1939–1940
- Richard Glocker (1890–1978), Wissenschaftliches Mitglied des KWI/MPI für Metallforschung, Direktor des (Teil-)Instituts für Röntgenmetallkunde 1934–1970
- Friedrich Glum (1891–1974), Wissenschaftliches Mitglied des KWI für ausländisches öffentliches Recht und Völkerrecht 1925–1937, Geschäftsführendes Mitglied des Verwaltungsausschusses und (General)-Direktor der KWG 1922 und (1935)–1937
- Richard Goldschmidt (1878–1958), Wissenschaftliches Mitglied des KWI für Biologie 1914–1935
- Otto Graf (1893–1962), Wissenschaftliches Mitglied des KWI/MPI für Arbeitsphysiologie 1942–1958
- Wolfgang Grassmann (1898–1978), Wissenschaftliches Mitglied und Direktor des KWI für Lederforschung 1934–1945, später in der Max-Planck-Gesellschaft
- Georg Grube (1883–1966), Wissenschaftliches Mitglied des KWI/MPI für Metallforschung, Direktor seines Teil(Instituts) für physikalische Chemie der Metalle 1934–1953
- Fritz Haber (1868–1934), Wissenschaftliches Mitglied und Direktor des KWI für physikalische Chemie und Elektrochemie 1911–1933, Gründungsdirektor des ersten KWI, Nobelpreis für Chemie 1918
- Joachim Hämmerling (1901–1980), Wissenschaftliches Mitglied und deutscher Direktor des Deutsch-Italienischen Instituts für Meeresbiologie 1940–1949, später in der MPG
- Otto Hahn (1879–1968), Wissenschaftliches Mitglied des KWI/MPI für Chemie 1912–1968, Direktor 1928–1946, Präsident der KWG/MPG 1946–1960, Nobelpreis für Chemie 1944
- Julius Hallervorden (1882–1965), Wissenschaftliches Mitglied des KWI/MPI für Hirnforschung 1938–1956
- Max Hartmann (1876–1962), Wissenschaftliches Mitglied des KWI/MPI für Biologie 1914–1955, Direktor des deutsch-griechischen Instituts für Biologie 1942–1944
- Isolde Hausser (1889–1951), Wissenschaftliches Mitglied des KWI/MPI für medizinische Forschung
- Karl Wilhelm Hausser (1887–1933), Wissenschaftliches Mitglied des KWI für medizinische Forschung und Direktor seines (Teil)-Instituts für Physik 1929–1933
- Justus Wilhelm Hedemann (1878–1963), Wiss. Berater des KWI für ausländisches und internationales Privatrecht, danach umgewandelt in Wissenschaftliche Mitgliedschaft, nach 1935 bis 1945
- Oskar Heinroth (1871–1945), Wissenschaftliches Mitglied und Leiter der Vogelwarte Rossitten der KWG 1929–1936, Auswärtiges Wissenschaftliches Mitglied 1936–1945
- Werner Heisenberg (1901–1976), Wissenschaftliches Mitglied und Direktor am KWI/MPI für Physik 1942–1970, Nobelpreis 1932
- Burckhardt Helferich (1887–1982), Wissenschaftliches Mitglied des KWI für Faserstoffchemie im Jahr 1922
- Curt Herbst (1866–1946), Auswärtiges Mitglied (sic!) des KWI für Biologie 1914–1919, Auswärtiges Wissenschaftliches Mitglied 1927–1938
- Reginald Oliver Herzog (1878–1935), Wissenschaftliches Mitglied und Direktor des KWI für Faserstoffchemie 1921–1933
- Kurt Hess (1888–1961), Wissenschaftliches Mitglied des KWI für Chemie 1921–1930, Auswärtiges Wissenschaftliches Mitglied 1931–1948
- Ernst Heymann (1870–1946), Wissenschaftliches Mitglied und Direktor des KWI für ausländisches und internationales Privatrecht 1937/38–1946
- Emil Heyn (1867–1922), Wissenschaftliches Mitglied und Direktor des KWI für Metallforschung 1920–1922
- Fritz Hofmann (1866–1956), Wissenschaftliches Mitglied und Direktor des schlesischen Kohlenforschungsisntituts der KWG 1918–1934, Auswärtiges Wissenschaftliches Mitglied 1935–1948
- Werner Hoppenstedt (1883–1971), Wissenschaftliches Mitglied des KWI für Kunst- und Kulturwissenschaft – Bibliotheca-Hertziana 1936–1945, Direktor seines kulturwiss. Teil-Instituts 1938–1945
- Walther Horn (1871–1939), Wissenschaftliches Mitglied und Leiter (seit 1930 Direktor) des Deutschen Entomologischen Museums (Instituts) der KWG 1922–1939
- Bernhard Husfeld (1900–1970), Wissenschaftliches Mitglied des KWI für Züchtungsforschung 1941–1942, Wissenschaftliches Mitglied und Direktor des KWI für Rebenzüchtungsforschung 1942–1948
- Johannes Jaenicke (1888–1984), Auswärtiges Wissenschaftliches Mitglied des KWI für physikalische Chemie und Elektrochemie 1926–1953
- Franz Jahnel (1885–1951), Wissenschaftliches Mitglied der Deutschen Forschungsanstalt für Psychiatrie (KWI) 1928–1951
- Gerhard Just (1877- nach September 1944), Wissenschaftliches Mitglied des KWI für physikalische Chemie und Elektrochemie ehrenhalber 1918–1926, Auswärtiges Wissenschaftliches Mitglied des KWI für physikalische und Elektrochemie 1926 bis 1936
- Ludwig Kaas (1881–1952), Wissenschaftliches Mitglied des KWI für ausländisches öffentliches Recht und Völkerrecht 1925–1933
- Erich Kaufmann (1880–1972), Wiss. Berater des KWI für ausländisches öffentliches Recht und Völkerrecht 1928–1936
- Paul Fridolin Kehr (1860–1944), Wissenschaftliches Mitglied und Direktor des KWI für Deutsche Geschichte 1917–1944
- Fritz Kerschbaum (1887–1946), Mitglied ehrenhalber für Verdienste im Kriege und im Frieden des KWI für physikalische Chemie und Elektrochemie, nachmals umgewandelt in Auswärtige Wissenschaftliche Mitgliedschaft 1918–1938, Suizid in den USA 1946
- Otto Kirschmer (1898–1967), Wissenschaftliches Mitglied und Vorstand des Forschungs-Instituts für Wasserbau und Wasserkraft der KWG 1926–1931 und 1943–1945, Auswärtiges Wissenschaftliches Mitglied 1931–1943
- Friedrich Körber (1887–1944), Wissenschaftliches Mitglied des KWI für Eisenforschung 1923–1944, Direktor 1924–1944
- Werner Köster (1896–1989), Wissenschaftliches Mitglied und Direktor des KWI/MPI für Metallforschung, 1934–1965
- Alois Eduard Kornmüller (1905–1968), Wissenschaftliches Mitglied des KWI/MPI für Hirnforschung 1943–1968
- Harald Koschmieder (1897–1966), Wissenschaftliches Mitglied und Direktor des Meteorologischen Instituts in der KWG 1933–1936
- Emil Kraepelin (1856–1926), Wissenschaftliches Mitglied und Direktor der Deutschen Forschungsanstalt für Psychiatrie (KWI) 1924–1926
- Heinrich Kraut (1893–1992), Wissenschaftliches Mitglied des KWI/MPI für Arbeitsphysiologie 1942–1956
- Ludolf von Krehl (1861–1937), Wissenschaftliches Mitglied und Direktor des KWI für medizinische Forschung 1929–1937
- Thilo Krumbach (1874–1949), Wissenschaftliches Mitglied und Leiter der Zoologischen Station Rovigno 1911–1921, Auswärtiges Wissenschaftliches Mitglied des nunmehr Deutsch-Italienischen Instituts für Meeresbiologie 1933–1949
- Alfred Kühn (1885–1968), Wissenschaftliches Mitglied des KWI / MPI für Biologie 1937 bis 1958
- Richard Kuhn (1900–1967), Wissenschaftliches Mitglied und Direktor des (Teil-)Instituts für Chemie 1929–1967 sowie des gesamten KWI/MPI für medizinische Forschung 1938 bis 1967, Nobelpreis für Chemie 1938
- Rudolf Ladenburg (1882–1952), Wissenschaftliches Mitglied des KWI für physikalische Chemie und Elektrochemie 1924–1932, Auswärtiges Wissenschaftliches Mitglied 1932–1938
- Johannes Lange (1891–1938), Wissenschaftliches Mitglied der Deutschen Forschungsanstalt für Psychiatrie (KWI) 1928–1931, Auswärtiges Wissenschaftliches Mitglied 1931–1938
- Max von Laue (1879–1960), Wissenschaftliches Mitglied des KWI/MPI für Physik 1922 bis 1951, Nobelpreis 1914
- Gunther Lehmann (1897–1974), Wissenschaftliches Mitglied und Direktor des KWI/MPI für Arbeitsphysiologie 1941–1967
- Friedrich Lenz (1889–1972), Wissenschaftliches Mitglied der Hydrobiologischen Anstalt der KWG/MPG bzw. des MPI für Limnologie 1936–1957
- Fritz Lenz (1887–1976), Wissenschaftliches Mitglied des KWI für Anthropologie, menschliche Erblehre und Eugenik 1934–1945
- Hans Lewald (1883–1963), Wissenschaftlicher Berater des KWI für ausländisches und internationales Privatrecht 1935
- Karl Lohmann (1898–1978), Auswärtiges Wissenschaftliches Mitglied des KWI für medizinische Forschung 1938–1949
- Walter Luyken (1890–1985), Wissenschaftliches Mitglied des KWI für Eisenforschung 1929–1945
- Otto Mangoldt (1891–1962), Wissenschaftliches Mitglied des KWI für Biologie 1923–1933, Auswärtiges Wissenschaftliches Mitglied 1935–1949
- Hermann Mark (1895–1992), Wissenschaftliches Mitglied des KWI für Silikatforschung 1926, Auswärtiges Wissenschaftliches Mitglied des KWI für Faserstoffchemie 1927–1938, später WM der MPG
- Josef Mattauch (1895–1976), Wissenschaftliches Mitglied des KWI/MPI für Chemie 1941 bis 1965, Direktor 1946–1965
- Paul Mayer (1872–1949), Auswärtiges Wissenschaftliches Mitglied des KWI für Biochemie 1925–1938
- Lise Meitner (1878–1968), Mitglied bzw. Wiss. Mitglied des KWI für Chemie 1913 bis 1938, später in der MPG
- Rudolf Mentzel (1900–1987), Wissenschaftliches Mitglied des KWI für physikalische Chemie und Elektrochemie 1938–1945, 2. Vizepräsident der KWG 1941–1945
- Otto Meyerhof (1884–1951), Wissenschaftliches Mitglied des KWI für Biologie 1924–1929, Wissenschaftliches Mitglied und Direktor des (Teil)-Instituts für Physiologie des KWI für medizinische Forschung 1929–1938, später in der MPG
- Peter Michaelis (1900–1975), Wissenschaftliches Mitglied des KWI/MPG-Instituts für Züchtungsforschung
- Wichard von Moellendorf (1881–1937), Wissenschaftliches Mitglied und Direktor des KWI für Metallforschung 1923/1925–1929
- Alexander von Muralt (1903–1990), Auswärtiges Wissenschaftliches Mitglied des KWI für medizinische Forschung 1936–1948, später in der MPG
- Hans Nachtsheim (1890–1979), Wissenschaftliches Mitglied des KWI für Anthropologie, menschliche Erblehre und Eugenik, 1947–1948, dort Leiter der Abteilung für experimentelle Erbpathologie seit 1941, später in der MPG
- Carl Neuberg (1877–1956), Wissenschaftliches Mitglied des KWI für experimentelle Therapie bzw. für Biochemie 1912–1936, Direktor 1925–1934/1936
- Willy Oelsen (1905–1970), Wissenschaftliches Mitglied des KWI für Eisenforschung 1941–1948, später Auswärtiges Wissenschaftliches Mitglied in der MPG
- Felix Plaut (1877–1940), Wissenschaftliches Mitglied der Deutschen Forschungsanstalt für Psychiatrie (KWI) 1924–1935
- Michael Polanyi (1891–1976), Wissenschaftliches Mitglied des KWI für Faserstoffchemie 1922–1923, Wissenschaftliches Mitglied des KWI für physikalische Chemie und Elektrochemie 1923–1933, später in der MPG
- Anton Pomp (1888–1953), Wissenschaftliches Mitglied des KWI für Eisenforschung 1929–1946, später in der MPG
- Ludwig Prandtl (1875–1953), Wissenschaftliches Mitglied und Direktor der Aerodynamischen Versuchsanstalt der KWG (AVA) 1919–1924, Wissenschaftliches Mitglied und Direktor des KWI für Strömungsforschung 1924–1946
- Ernst Rabel (1874–1955), Wissenschaftliches Mitglied und Direktor des KWI für ausländisches und internationales Privatrecht 1926–1937, später in der MPG
- Boris Rajewsky (1893–1974), Wissenschaftliches Mitglied und Direktor des KWI/MPI für Biophysik 1937–1965/1966
- Otto Renner (1883–1960), Auswärtiges Wissenschaftliches Mitglied des KWI/MPI für Biologie 1943–1960
- Maximilian Rose (1883–1937), Wissenschaftliches Mitglied des KWI für Hirnforschung 1926–1928
- Max Rubner (1854–1932), Wissenschaftliches Mitglied und Direktor des KWI für Arbeitsphysiologie 1913–1926, Wissenschaftliches Ehrenmitglied 1926–1932
- Wilhelm Rudorf (1891–1969), Wissenschaftliches Mitglied und Direktor des KWI / MPI für Züchtungsforschung 1936–1961
- Ernst Rüdin (1874–1952), Wissenschaftliches Mitglied der Deutschen Forschungsanstalt für Psychiatrie (KWI) 1924–1945, Direktor 1931–1945
- Franz Ruttner (1882–1961), Wissenschaftliches Mitglied und Leiter der Biologischen Station Lunz 1924–1945
- Georg Sachs (1896–1960), Auswärtiges Wissenschaftliches Mitglied des KWI für Metallforschung 1932–1938, später in der MPG
- Hans Sachs (1877–1945), Wissenschaftliches Mitglied des KWI für medizinische Forschung und Direktor des angegliederten serologischen Instituts 1930–1935
- Hans Sachtleben (1893–1967), Wissenschaftliches Mitglied und Direktor des Deutschen Entomologischen Instituts der KWG 1943–1945
- Hermann Salmang (1890–1962), Wissenschaftliches Mitglied des KWI für Silikatforschung 1932–1935, später in der MPG
- Erich Scheil (1897–1962), Wissenschaftliches Mitglied des KWI / MPI für Metallforschung 1937–1962
- Ernst Schiebold (1894–1963), Auswärtiges Wissenschaftliches Mitglied des KWI für Metallforschung 1932–1949
- Ernst Schilling (1889–1963), Wissenschaftliches Mitglied und Direktor des KWI / MPI für Bastfaserforschung 1938–1957
- Erich Schmid (1896–1983), Auswärtiges Wissenschaftliches Mitglied des KWI / MPI für Metallforschung 1932–1983
- Jonas Schmidt (1885–1958), Wissenschaftliches Mitglied und Direktor des KWI für Tierzuchtforschung 1942–1946
- Wilhelm Matthäus Schmidt (1883–1936), Wissenschaftliches Mitglied und Leiter der meteorologischen Observatorien des Sonnblick-Vereins (unter Beteiligung der KWG) 1930–1936
- Carl Schmitt (1888–1985), Wissenschaftlicher Berater des KWI für ausländisches öffentliches Recht und Völkerrecht, nachmals umgewandelt in Wissenschaftliche Mitgliedschaft, 1933 bis 1948
- Ernst Schmitz (1895–1942), Wissenschaftliches Mitglied des KWI für ausländisches öffentliches Recht und Völkerrecht 1931–1942
- Kurt Schneider (1887–1967), Wissenschaftliches Mitglied der Deutschen Forschungsanstalt für Psychiatrie 1931–1946
- Hans Schneiderhöhn (1887–1962), Auswärtiges Wissenschaftliches Mitglied des KWI für Eisenforschung 1928/1934–1946
- Willibald Scholz (1889–1971), Wissenschaftliches Mitglied der Deutschen Forschungsanstalt für Psychiatrie (KWI / MPI) 1936–1960, Direktor 1945–1960
- Ludwig Schudt (1893–1961), Wissenschaftliches Mitglied des KWI für Kunst- und Kulturwissenschaften – Bibliotheca Hertziana 1936–1945, später in der MPG
- Ernst Schüz (1901–1991), Wissenschaftliches Mitglied und Leiter der Vogelwarte Rossitten bzw. Radolfzell der KWG / MPG 1936–1969
- Wolfgang Seith (1900–1955), Wissenschaftliches Mitglied des KWI für Metallforschung 1937, Auswärtiges Wissenschaftliches Mitglied 1938–1949, später in der MPG
- Erich Siebel (1891–1961), Auswärtiges Wissenschaftliche Mitglied des KWI / MPI für Eisenforschung 1931–1961
- Rudolf Smend (1882–1975), Wissenschaftlicher Berater des KWI für ausländisches öffentliches Recht und Völkerrecht 1924–1935, Auswärtiges Wissenschaftliches Mitglied 1936–1948
- Hugo Spatz (1888–1969), Wissenschaftliches Mitglied  der Deutschen Forschungsanstalt für Psychiatrie (KWI) 1928–1937, wissenschaftliches Mitglied und Direktor des KWI/MPI für Hirnforschung 1937–1957/1959
- Hans Spemann (1869–1941), Wissenschaftliches Mitglied des KWI für Biologie 1914–1919, Auswärtiges Wimi 1927–1941, Nobelpreis 1935
- Walther Spielmeyer (1879–1935), Wissenschaftliches Mitglied der Deutschen Forschungsanstalt für Psychiatrie (KWI) 1924–1935, Direktor 1926–1931
- Berthold Schenk Graf von Stauffenberg (1905–1944), Wissenschaftliches Mitglied des KWI für ausländisches öffentliches Recht und Völkerrecht 1935–1944 (hingerichtet)
- Ernst Steinmann (1866–1934), Wissenschaftliches Mitglied und Direktor der Bibliotheca Hertziana 1914–1934
- Adolf Steuer (1871–1960), Wissenschaftliches Mitglied und deutscher Direktor des Deutsch-Italienischen Instituts für Meeresbiologie 1930–1940, Auswärtiges Wissenschaftliches Mitglied 1941–1949
- Alfred Stock 1876–1946, Wissenschaftliches Mitglied des KWI für Chemie 1916–1926, Direktor 1921–1926, Auswärtiges Wissenschaftliches Mitglied 1926–1946
- Iwan Stranski (1897–1979), Wissenschaftliches Mitglied des KWI für physikalische Chemie und Elektrochemie / Fritz-Haber-Instituts der MPG 1944–1967
- Fritz Straßmann (1902–1980), Wissenschaftliches Mitglied des KWI/MPI für Chemie 1946 bis 1953, später Auswärtiges Wissenschaftliches Mitglied
- Hans Stubbe (1902–1989), Wissenschaftliches Mitglied und Direktor des KWI für Kulturpflanzenforschung 1943–1946
- August Thienemann (1882–1960), Wissenschaftliches Mitglied und Direktor der Hydrobiologischen Anstalt der KWI/MPG 1917–1957
- Johannes Thienemann (1863–1938), Wissenschaftliches Mitglied und Leiter der Vogelwarte Rossitten der KWG 1923–1929, Auswärtiges Wissenschaftliches Mitglied 1929–1938
- Peter Adolf Thiessen (1899–1990), Wissenschaftliches Mitglied und Direktor des KWI für physikalische Chemie und Elektrochemie 1935–1945
- Karl Thomas (1883–1969), Wissenschaftliches Mitglied des KWI für Arbeitsphysiologie 1913–1921, später in der MPG
- Nikolai Wladimirowitsch Timofejew-Ressowski (1900–1981), Wissenschaftliches Mitglied des KWI für Hirnforschung 1938–1945
- Friedrich Tischler (1881–1945), Auswärtiges Wissenschaftliches Mitglied der Vogelwarte Rossitten der KWG 1941–1945
- Heinrich Titze (1872–1945), Wissenschaftlicher Berater des (KWI)-Instituts für ausländisches und internationales Privatrecht, nachmals umgewandelt in Wissenschaftliche Mitgliedschaft 1926–1945
- Wilhelm Tönnis (1898–1978), Wissenschaftliches Mitglied des KWI/MPI für Hirnforschung 1937–1968
- Heinrich Triepel (1868–1946), Wissenschaftlicher Berater des (KWI)-Instituts für ausländisches öffentliches Recht und Völkerrecht, nachmals umgewandelt in Wissenschaftliche Mitgliedschaft
- Erich Tschermak-Seysenegg (1871–1962), Auswärtiges Wissenschaftliches Mitglied des KWI/MPI für Züchtungsforschung 1939–1962 (orig.: Erich Tschermak Edler v. Seysenegg)
- Otmar Freiherr von Verschuer (1896–1969), Wissenschaftliches Mitglied des KWI für Anthropologie, menschliche Erblehre und Eugenik 1934–1935 und 1942–1945, Auswärtiges Wissenschaftliches Mitglied 1935–1942, Direktor 1942–1945
- Cécile Vogt (1875–1962), Wissenschaftliches Mitglied des KWI für Hirnforschung 1919–1937, Auswärtiges Wissenschaftliches Mitglied 1937–1948
- Oskar Vogt (1870–1959), Wissenschaftliches Mitglied[1]; Direktor des KWI für Hirnforschung 1930–1935/1937; Auswärtiges Wissenschaftliches Mitglied 1937–1948
- Arthur Wagner (1883–1942), Wissenschaftliches Mitglied und Leiter der meteorologischen Observatorien des Sonnblick-Vereins (unter Beteiligung der KWG) 1926–1928
- Otto Warburg (1883–1970), Wissenschaftliches Mitglied des KWI für Biologie 1914–1930, Wissenschaftliches Mitglied und Direktor des KWI/MPI für Zellphysiologie 1930–1970 Nobelpreis 1931
- August von Wassermann (1866–1925), Wissenschaftliches Mitglied und Direktor des KWI für experimentelle Therapie (und Biochemie) 1913–1925
- Franz Weidert (1878–1954), Wissenschaftliches Mitglied des KWI für Silikatforschung 1926–1931, Auswärtiges Wissenschaftliches Mitglied 1931–1948
- Karl Weissenberg (1893–1976), Wissenschaftliches Mitglied des KWI für Physik 1929–1933
- Fritz von Wettstein 1895–1945, (eigentlich: Friedrich Wettstein Ritter von Westersheim), Auswärtiges Wissenschaftliches Mitglied des KWI für Biologie 1931–1934, Wissenschaftliches Mitglied und Direktor 1934–1945
- Franz Wever (1892–1984), Wissenschaftliches Mitglied des KWI/MPI für Eisenforschung 1929–1959, Direktor 1945–1959
- Richard Willstätter (1872–1942), Wissenschaftliches Mitglied des KWI für Chemie 1912–1916, Auswärtiges Wissenschaftliches Mitglied 1927–1938, Nobelpreis der Chemie 1915
- Martin Wolff (1872–1953), Wissenschaftlicher Berater des (KWI)für ausländisches und internationales Privatrecht 1926–1937
- Fritz Wüst (1860–1938), Wissenschaftliches Mitglied und Direktor des KWI für Eisenforschung 1918–1922, Auswärtiges Wissenschaftliches Mitglied 1935–1938
- Karl Ziegler (1898–1973), Wissenschaftliches Mitglied und Direktor des KWI/MPI für Kohlenforschung 1943/1944–1969, Nobelpreis für Chemie 1963

## Notizen
1. ↑  bis 1930 nur durch Jahresverträge mit der KWG verbunden